# Municipio de Adams (condado de Snyder)
El municipio de Adams (en inglés: Adams Township) es un municipio ubicado en el condado de Snyder en el estado estadounidense de Pensilvania. En el año 2000 tenía una población de 852 habitantes y una densidad poblacional de 16 personas por km².

## Geografía
De acuerdo a la Oficina del Censo de los Estados Unidos, el municipio tiene un área total de 20,9 km² (8,1 mi²), de los cuales 20,5 km² (7,9 mi²) corresponden a superficie de tierra y el resto 0,3 km² (0,1 mi²) (1.67%) es agua.
El municipio tiene límites con el condado de Union al norte, el municipio de Center al este, municipio de Beaver al sur y el municipio de Spring al oeste.
El lugar designado por el censo de Troxelville está ubicado dentro del municipio de Adams.

## Demografía
Según la Oficina del Censo en 2000 los ingresos medios por hogar en la localidad eran de $29,940 y los ingresos medios por familia eran $37,292. Los hombres tenían unos ingresos medios de $26,167 frente a los $21,635 para las mujeres. La renta per cápita para la localidad era de $16,217. Alrededor del 8,0% de la población estaban por debajo del umbral de pobreza.